# Daci
Daci (kinesiska: 大磁, 大磁街道) är en socken i Kina. Den ligger i den autonoma regionen Inre Mongoliet, i den norra delen av landet, omkring 120 kilometer väster om regionhuvudstaden Hohhot. Antalet invånare är 3309. Befolkningen består av 1 603 kvinnor och 1 706 män. Barn under 15 år utgör 7,0 %, vuxna 15-64 år 69 %, och äldre över 65 år 23,0 %.
Genomsnittlig årsnederbörd är 546 millimeter. Den regnigaste månaden är juli, med i genomsnitt 149 mm nederbörd, och den torraste är januari, med 2 mm nederbörd.